# Atletica leggera ai Giochi della V Olimpiade - Lancio del disco a due mani
La competizione del lancio del disco a due mani di atletica leggera ai Giochi della V Olimpiade si tenne il 13 luglio 1912 allo Stadio Olimpico di Stoccolma.

## Risultati

### Turno eliminatorio
I 20 iscritti, divisi in 3 gruppi, hanno diritto a tre lanci con la mano sinistra e tre lanci con la mano destra. Si stila una classifica sommando i migliori lanci di ogni mano. I primi tre disputano la finale (altri tre lanci per mano). I tre finalisti si portano dietro i risultati della qualificazione.
| Gruppo | Pos. | Atleta           | Nazione     | Lanci mano destra | Lanci mano destra | Lanci mano destra | Lanci mano sinistra | Lanci mano sinistra | Lanci mano sinistra | Misura |
| Gruppo | Pos. | Atleta           | Nazione     | 1°                | 2°                | 3°                | 1°                  | 2°                  | 3°                  | Misura |
| ------ | ---- | ---------------- | ----------- | ----------------- | ----------------- | ----------------- | ------------------- | ------------------- | ------------------- | ------ |
| A      | 1    | Armas Taipale    | Finlandia   | 42,68             | 43,70             | 44,68             | 34,15               | 35,35               | N                   | 80,03  |
| A      | 2    | Emil Magnusson   | Svezia      | 40,28             | N                 | N                 | 35,07               | N                   | N                   | 75,35  |
| B      | 3    | Elmer Niklander  | Finlandia   | N                 | 40,28             | N                 | 31,77               | N                   |                     | 72,05  |
| A      | 4    | Einar Nilsson    | Svezia      | 39,60             | 30,99             | N                 | N                   | 25,78               | 30,41               | 71,40  |
| C      | 5    | James Duncan     | Stati Uniti | 39,78             | N                 | N                 | 31,35               | N                   | N                   | 71,13  |
| A      | 6    | Emil Muller      | Stati Uniti | 39,83             | N                 | N                 | 29,73               | N                   | N                   | 69,56  |
| C      | 7    | Folke Fleetwood  | Svezia      | 35,05             | 36,95             | N                 | 30,96               | 31,27               | N                   | 68,22  |
| A      | 8    | Carl Johan Lind  | Svezia      | N                 | 33,58             | 34,20             | 33,82               | N                   | N                   | 68,02  |
| B      | 9    | Nils Linde       | Svezia      | N                 | 34,31             | 34,98             | 32,12               | N                   | N                   | 67,10  |
| B      | 10   | Gunnar Nilsson   | Svezia      | 35,89             | 36,50             | 36,86             | 26,93               | 30,23               | N                   | 67,09  |
| A      | 11   | Eric Lemming     | Svezia      | 36,27             | N                 | 37,86             | 28,81               | N                   | 29,22               | 67,08  |
| B      | 12   | Verner Järvinen  | Finlandia   | 37,84             | N                 | N                 | 27,88               | 28,85               | N                   | 66,69  |
| A      | 13   | Hans Tronner     | Austria     | 34,45             | 38,54             | 39,95             | 20,73               | 22,35               | 26,71               | 66,66  |
| C      | 14   | Rezsõ Újlaki     | Ungheria    | 35,93             | N                 | 40,32             | 25,28               | N                   | 25,86               | 66,18  |
| B      | 15   | Arlie Mucks      | Stati Uniti | 42,63             | N                 | N                 | 21,20               | N                   | N                   | 63,83  |
| C      | 16   | Josef Schäffer   | Austria     | 36,59             | N                 | N                 | 26,77               | 26,91               | N                   | 63,50  |
| C      | 17   | Richard Byrd     | Stati Uniti | N                 | 40,10             | N                 | N                   | 22,22               | N                   | 62,32  |
| A      | 18   | Károly Kobulszky | Ungheria    | 34,62             | 35,22             | 37,01             | N                   | 22,47               | N                   | 59,48  |
| A      | 19   | Vasili Molokanov | Russia      | 24,79             | N                 | N                 | 22,19               | 22,58               | N                   | 47,37  |
| C      | 20   | György Luntzer   | Ungheria    | 32,67             | 36,97             | 37,68             | N                   | N                   | N                   | NM     |

### Finale
Il vincitore, Armas Taipale, è lo stesso della gara standard.
| Pos.    | Atleta          | Età | Nazione   | Lanci mano destra | Lanci mano destra | Lanci mano destra | Lanci mano destra | Lanci mano sinistra | Lanci mano sinistra | Lanci mano sinistra | Lanci mano sinistra | Misura |
| Pos.    | Atleta          | Età | Nazione   | Qual.             | 4°                | 5°                | 6°                | Qual.               | 4°                  | 5°                  | 6°                  | Misura |
| ------- | --------------- | --- | --------- | ----------------- | ----------------- | ----------------- | ----------------- | ------------------- | ------------------- | ------------------- | ------------------- | ------ |
| Oro     | Armas Taipale   | 22  | Finlandia | 44,68             | 42,78             | N                 | 44,68             | 35,35               | 38,18               | N                   | N                   | 82,86  |
| Argento | Elmer Niklander | 22  | Finlandia | 40,28             | 37,04             | 37,94             | N                 | 31,77               | 33,10               | 37,68               | N                   | 77,96  |
| Bronzo  | Emil Magnusson  |     | Svezia    | 40,28             | 37,03             | 38,9              | 40,58             | 35,07               | 36,05               | 36,13               | 36,79               | 77,37  |